# Andau
Andau (del húngaro: Mosontarcsa) es una ciudad localizada en el Distrito de Neusiedl am See, estado de Burgenland, Austria.

## Historia
Andau y todo el Burgenland pertenecieron a Hungría hasta 1921. A partir de 1898 hacia adelante, el movimiento de magiarización había forzado a la comunidad cambiar su nombre a Mosontarcsa. Con el final de la Primera Guerra Mundial y de los tratados de St. Germain y Trianon, el territorio fue dado a Austria, en donde formó la parte del nuevo estado de Burgenland.
Durante la revolución húngara de 1956, los refugiados escaparon el régimen comunista cruzando la frontera de Hungría en Austria a través de esta aldea pequeña. Esto era conmemorado por James A. Michener en su libro el puente en Andau.
- Datos: Q429623
- Multimedia: Andau / Q429623

1. ↑  Worldpostalcodes.org, código postal n.º 7163.